# Wittenbergplatz
Wittenbergplatz er en plads i området Schöneberg i det vestlige Berlin, Tyskland.
Pladsen blev anlagt mellem 1889 og 1892 og har sit navn efter sejren over Napoleon i 1814, der fandt sted nær byen Wittenberg. Pladsen udgør enden af Tauentzienstrasse, som er en af byens større shoppinggader. På pladsens ene hjørne ligger Kaufhaus des Westens, der er det største stormagasin på det europæiske kontinent. Pladsens nordlige ende danner rammen om gademarkeder fire gange ugentligt. På midten af pladsen findes den pompøse U-Bahnhof Wittenbergplatz.
52°30′07″N 13°20′34″Ø / 52.5019°N 13.3428°Ø